# 串田-村松彗星
串田－村松彗星，官方命名為147P/串田－村松（147P/Kushida-Muramatsu），是一顆公轉軌道周期為7.43年的彗星。

## 發現
日本天文學家串田嘉男、村松修於1993年發現串田－村松彗星，是一顆準希爾達群彗星。

## 性質
串田－村松彗星軌道為橢圓形，半径為5.70億公里(3.807天文單位)、離心率為0.2775。串田－村松彗星公轉軌道周期為7.43年，與木星軌道共震為3:2。串田－村松彗星曾在1949年與1962年被木星捕捉，成為其衛星，也是已知第五顆被木星捕捉的彗星。
串田－村松彗星核心直徑推測為450公尺。

## 外部連結
- Orbital simulation （页面存档备份，存于） from JPL (Java) / Horizons Ephemeris（页面存档备份，存于）
- 147P/Kushida-Muramatsu（页面存档备份，存于） – Seiichi Yoshida @ aerith.net
- 147P/Kushida-Muramatsu（页面存档备份，存于）

| 週期彗星                      | 週期彗星      | 週期彗星                      |
| ----------------------------- | ------------- | ----------------------------- |
| 前一顆彗星 舒梅克－林尼爾彗星 | 串田-村松彗星 | 後一顆彗星 安德遜－林尼爾彗星 |
| 週期彗星列表                  |               |                               |